# Caudino
Caudino is een frazione van de gemeente Arcevia in de Italiaanse provincie Ancona (regio Marche). Het gehucht Caudino ligt aan de rand van het Regionale Natuurpark van de Gola della Rossa en Frasassi (Parco naturale regionale della Gola della Rossa e di Frasassi).